# Grand Garage du Jura

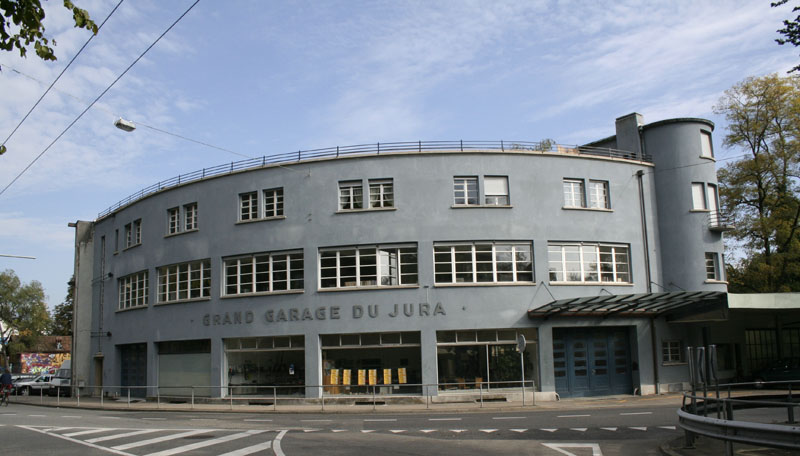
Grand Garage du Jura (2006)

Die Grand Garage du Jura, Adam-Göuffi-Strasse 18 / Juravorstadt 22 in Biel/Bienne im Kanton Bern in der Schweiz wurde 1928/1929 von Eduard Schmid aus Liestal im Stil der «Bieler Moderne» errichtet und steht als Kulturgut unter Denkmalschutz. Sie wurde 2002 vom Architekturbüro Molari + Wick aus Biel saniert.

## Lage und Geschichte

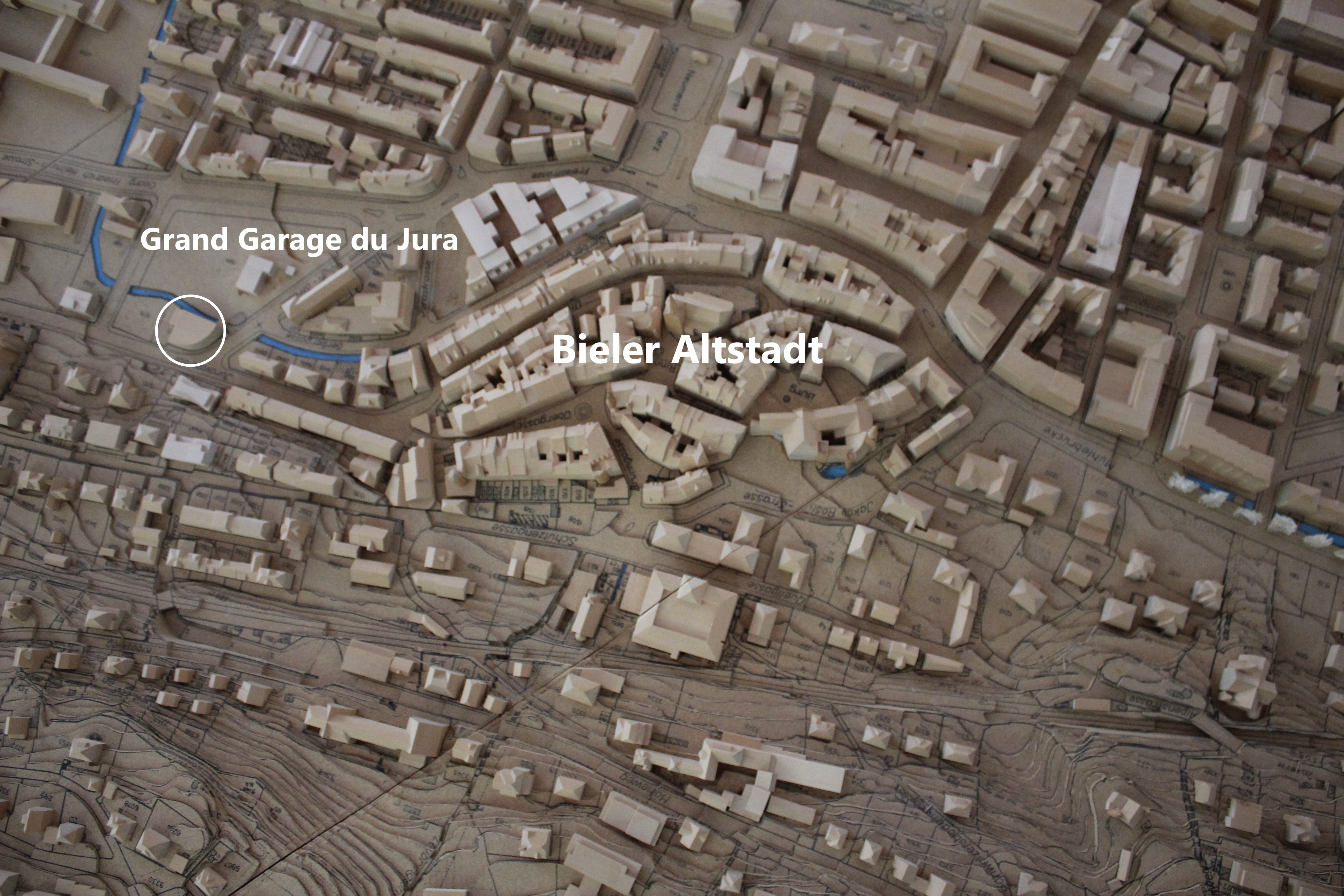
Lage: Grand Garage du Jura (nicht genordet)

Nordöstlich der Altstadt von Biel, in einer Kurve an der Gabelung der Strassen Juravorstadt und Adam-Göuffi-Strasse liegt die Juragarage.
Erst einige Zeit nach dem Ersten Weltkrieg wurden Automobile für die obere Mittelschicht der Schweiz erschwinglich, und es begann sich der Bautyp Autoreparatur- und Parkgarage durchzusetzen. Zu den kleineren Reparatur- und Verkaufsgaragen, die sich oftmals im Stil des Neuen Bauens darstellten, gehören bzw. gehörten das Touringhaus in Solothurn (1933), die Garage Central in Crans-Montana (1929), die Palü-Garage in Samedan (1935) und die Juragarage in Biel (1928/1929). Die Automarke Ford wurde von hier ab 1931 als Hauptvertretung für Biel – Seeland und den Berner Jura vermarktet. Die Tankstelle und das grosse Vordach wurden 1947 angebaut. Die Sanierung des Gebäudes erfolgte im Jahr 2002.
Das Gebäude wurde 2003 rechtswirksam im Bauinventar des Kantons Bern als «schützenswert» verzeichnet, geschützt durch den Vertrag vom 15. Oktober 2001.

## Beschreibung

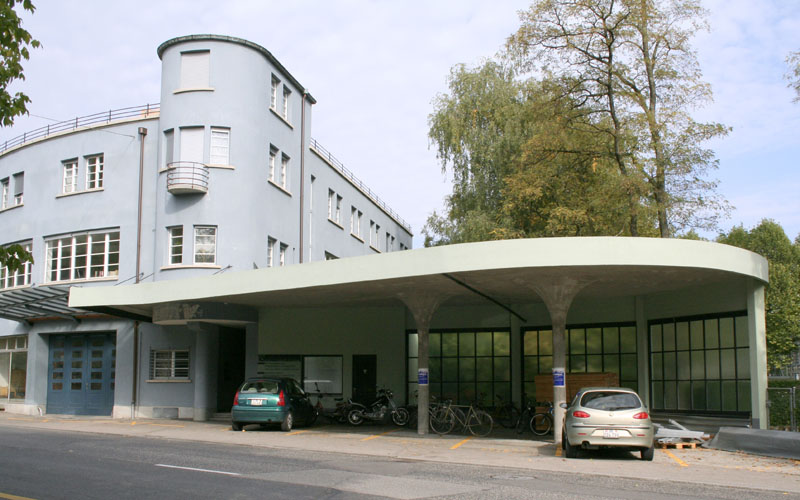
Juragarage (2006)

Die ehemalige «Grand Garage du Jura S.A.» wurde 1929 mit Garage und Werkstatt sowie vier Wohnungen fertig erstellt. Das geschwungene Gebäude passt sich dem Strassenverlauf an. Ein halbrunder Treppenturm mit Balkonerker schliesst im Südwesten die Form ab. Die Ostfassade wurde als Brandwand ausgebildet. Im Erdgeschoss mit den grossen Öffnungen in der Fassade befanden sich die Ausstellung und die Werkstatt. Hinter den mittelgrossen Fenstern im ersten Obergeschoss lagen die Büros. Die Wohnungen im zweiten Stock erhielten die kleinsten, aber der Nutzung ebenso angemessenen Fensteröffnungen. Auf dem Flachdach befindet sich ein gemeinsam genutzter Garten, von dem man eine gute Aussicht auf die Bieler Altstadt hat. Die Baudetails wie die Beschriftung, die Geländer und die Teilung der Fenster sind modern. Insgesamt entstand ein markanter Bau.

## Auszeichnungen
- 2004 Wakkerpreis für die Stadt Biel, Preis Schweizer Heimatschutz[2]